# Vatica stapfiana
Vatica stapfiana är en tvåhjärtbladig växtart som först beskrevs av George King, och fick sitt nu gällande namn av Slooten. Vatica stapfiana ingår i släktet Vatica och familjen Dipterocarpaceae. Inga underarter finns listade i Catalogue of Life.